# Negroroncus longedigitatus
Espèce
Negroroncus longedigitatus est une espèce de pseudoscorpions de la famille des Ideoroncidae.

## Distribution
Cette espèce se rencontre au Kenya et au Congo-Kinshasa.

## Description
Negroroncus longedigitatus mesure de 2 à 2,5 mm.

## Publication originale
- Beier, 1944 : Über Pseudoscorpioniden aus Ostafrika. Eos, Madrid, vol. 20, p. 173-212 (texte intégral).